# دهستان بیرانوند جنوبی
بیرانوندجنوبی، دهستانی است از توابع بخش بیرانوند شهرستان خرم‌آباد شهرستان خرم‌آباد در استان لرستان ایران.

## جمعیت
بر اساس سرشماری سال ۱۳۸۵ جمعیت آن ۶٬۳۰۹ نفر (۱٬۳۵۹ خانوار) بوده‌است.